# مارکو گوزو
مارکو گوزو (انگلیسی: Marco Guzzo؛ زادهٔ ۱۵ آوریل ۱۹۹۴) بازیکن فوتبال اهل ایتالیا است.
از باشگاه‌هایی که در آن بازی کرده‌است می‌توان به باشگاه فوتبال هلاس ورونا و باشگاه فوتبال روبور سیه‌نا اشاره کرد.